# Pidonia pilushana
Pidonia pilushana är en skalbaggsart som beskrevs av S. Saito 1979. Pidonia pilushana ingår i släktet Pidonia och familjen långhorningar.
Artens utbredningsområde är Taiwan. Inga underarter finns listade i Catalogue of Life.